# Klaus Dirscherl
Klaus Dirscherl (* 1940 in Weiden in der Oberpfalz) ist ein deutscher Romanist, Anglist und Germanist.

## Werdegang
Dirscherl studierte in München, Manchester und Bordeaux englische und romanische Philologie. Nach dem Staatsexamen 1966 und der Promotion über Charles Baudelaires Les Fleurs du Mal 1972 wurde er 1981 zum Professor ernannt. Er war von 1982 bis 2006 Professor für Romanische Literaturen und Kulturen der Universität Passau. Er engagierte sich besonders um den Studiengang Kulturwirtschaft, in diesem Bereich war er ab 1990 Beauftragter des neu eingerichteten Diplomstudiengangs.
Von 1983 bis 1986 wurde Dirscherl in den Beirat für Wissenschafts- und Hochschulfragen des Kultusministers für die Fortentwicklung des bayerischen und deutschen Hochschulsystems berufen. Von 2000 bis zu seiner Emeritierung am 31. März 2006 war er Prorektor der Universität Passau.
Seine wissenschaftlichen Arbeitsschwerpunkte sind französische Literatur aus dem 18. Jahrhundert sowie allgemein Lyrik aus der französischen, spanischen und portugiesischen Sprache. 2005 war er Mitinitiator des Künstleraustausches der Stadt Passau mit dem spanischen Málaga, der seitdem regelmäßig stattfindet. Dirscherl war langjähriger Vorsitzender der Deutsch-Spanischen Gesellschaft Passau.

## Auszeichnungen
- Ehrennadel der Stadt Passau (2007)[2]
- Ordre des Palmes Académiques (2007)
- Bundesverdienstkreuz am Bande (2008)[3]

## Werke
- Der Roman der Philosophen. Diderot - Rousseau - Voltaire. Taschenbuch 1985, ISBN 978-3-87808-453-2.

- Die italienische Stadt als Paradigma der Urbanität : eine Vortragsreihe im Sommersemester 1987. H.1. Passavia-Univ.-Verl., 1989, ISBN 978-3-92201-686-1.
- mit Maria Suarez Lasierra: Einführung in die spanische Wirtschaftssprache. medimops, Berlin 2001, ISBN 978-3-80062-415-7.
- mit Walther Bernecker: Spanien heute: Politik - Wirtschaft - Kultur. Vervuert, Frankfurt am Main 2004, ISBN 978-3-89354-591-9.